# Štefan Pekár
Štefan Pekár (sinh 3 tháng 12 năm 1988) là một cầu thủ bóng đá Slovakia thi đấu cho Spartak Trnava ở vị trí tiền vệ cánh hoặc hộ công.